# バッフィ/ザ・バンパイア・キラー
『バッフィ/ザ・バンパイア・キラー』（Buffy the Vampire Slayer）は1992年に製作されたアメリカ合衆国の映画。平凡な女子高生がバンパイアと戦う姿を描く。

## キャスト
※括弧内は日本語吹替
- バッフィ - クリスティ・スワンソン（高山みなみ） ：女子高生。チアリーダー。
- オリヴァー・パイク - ルーク・ペリー（草尾毅） ：バッフィの顔なじみ。
- メリック - ドナルド・サザーランド（内田稔） ：異様な雰囲気の男。
- ロトス - ルトガー・ハウアー（玄田哲章） ：バンパイアの王。
- レフティ - ポール・ルーベンス（千田光男） ：ロトスの部下。1200歳。
- キンバリー - ヒラリー・スワンク（岡本麻弥）
- ベニー - デヴィッド・アークエット ：オリヴァーの友人。ヴァンパイアになった。
- ゼフ - トーマス・ジェーン
- バッフィの父 - ジェームズ・パラディス
- バッフィの母 - キャンディ・クラーク
- バスケットボール選手 - ベン・アフレック（クレジットなし）
- ドラキュラ - ダイアモンド☆ユカイ（クレジットなし）

## 関連作品
『バフィー 〜恋する十字架〜』
1997年から放映されたテレビドラマ。この映画の続編に相当する。別題『吸血キラー 聖少女バフィー』。
『Origin』
この映画を漫画化した作品。結末や物語の細部は変更され、サニーデール高校に入学したバフィーが過去の出来事を回想する内容になっている。
『エンジェル』
ロサンゼルスを舞台にしたアクションホラー。『バフィー 〜恋する十字架〜』のスピンオフ作品。